# Udon Thani
Udon Thani (em tailandês:  อุดรธานี, é a capital da província de  mesmo nome. É a segunda maior cidade do nordeste da Tailândia, região também conhecida como Isan. 

## Localização
A cidade está localizada a aproximadamente 560 km ao norte de  Bangkok, capital da Tailândia.
A cidade é um grande centro comercial e "gateway" para o Laos, norte do Vietname e sul da China.

## História
A 47km a leste de Udon Thani encontra-se o famoso site arqueológico da Idade do Bronze de Ban Chiang. 
Durante a Guerra do Vietnam, aproximadamente 46.700 refugiados vietnamitas emigraram para Udon Thani. Seus descendentes ainda reside em Udon Thani. Atualmente, Udon Thani tem a maior comunidade vietnamita da Tailândia.

## Transportes

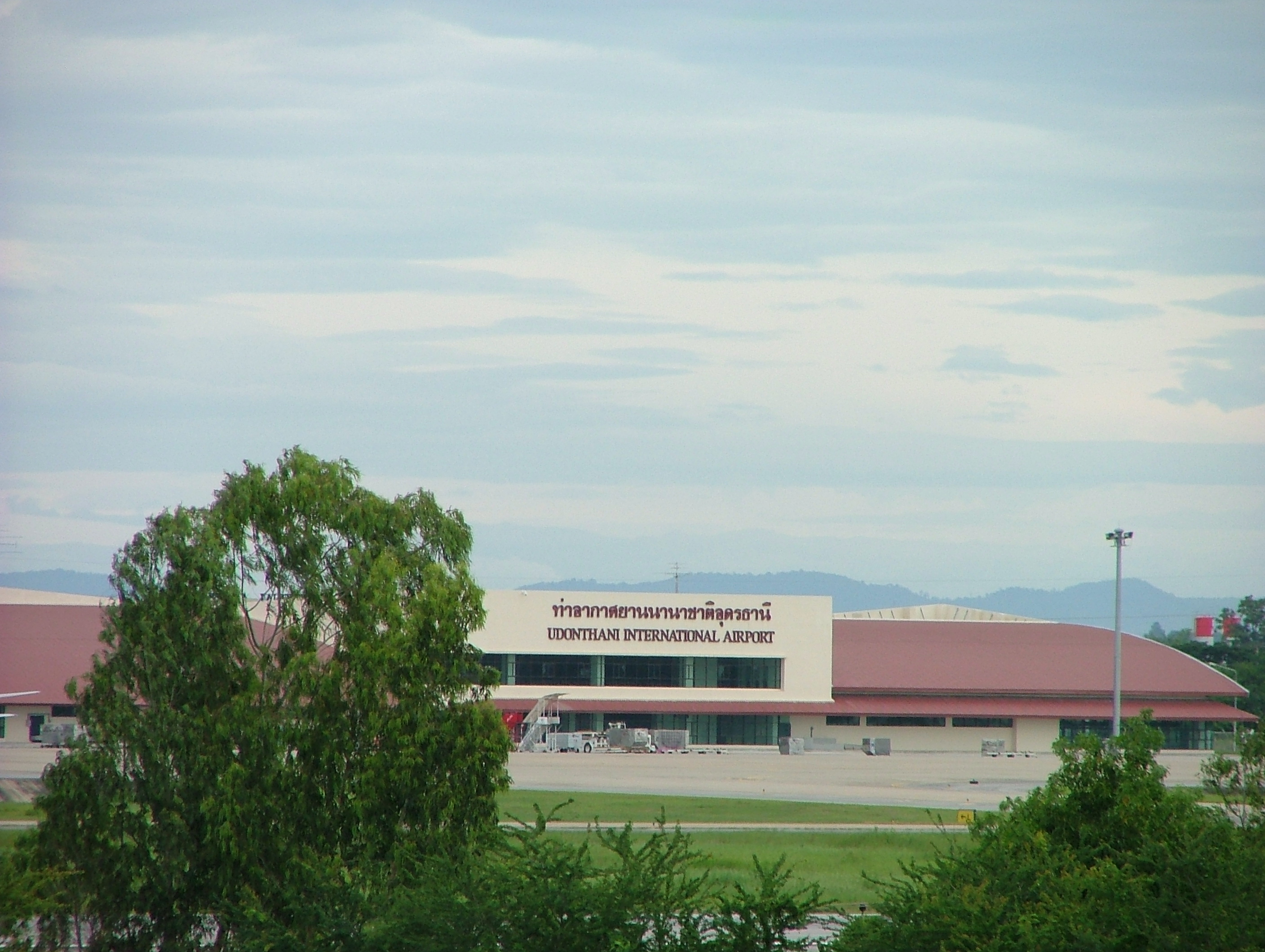
Aeroporto International de Udon Thani

A cidade é servida pelo Aeroporto Internacional de Udon Thani com diversas companhias aereas utilizando ele em voos para Bangkok, Phuket, Chiang Mai e Luang Prabang no Laos.

## Clima
Udon Thani tem um clima tropical, quente com muita precipitação anual. Existe uma estação seca e uma estação chuvosa. A estação chuvosa tem início na primavera, em abril, e termina em um quente e seco verão. Os meses de dezembro e janeiro tendem a ser agradavelmente frescos.